# سیارک ۳۲۲
سیارک ۳۲۲ (به انگلیسی: 322 Phaeo) سیصد و بیست و دومین سیارک کشف شده‌است که در ۲۷ نوامبر ۱۸۹۱ و در مارسی کشف شد.
قدر مطلق سیارک برابر ۹٫۰۱ است.